# Plecotus ognevi
Plecotus ognevi (Kishida, 1927) è un pipistrello della famiglia dei Vespertilionidi diffuso in Asia orientale.

## Descrizione

### Dimensioni
Pipistrello di piccole dimensioni, con la lunghezza della testa e del corpo tra 40 e 45 mm, la lunghezza dell'avambraccio tra 36 e 46 mm, la lunghezza della coda tra 48 e 50 mm, la lunghezza del piede tra 7 e 8 mm, la lunghezza delle orecchie tra 39 e 41 mm.

### Aspetto
La pelliccia è lunga, densa e leggermente lanosa. Le parti dorsali sono marroni con dei riflessi grigio chiari, rossastre o grigio-brunastre con la base dei peli nerastra, mentre le parti ventrali variano dal brunastro al grigiastro con dei riflessi giallastri e la base dei peli nerastra. Talvolta è presente una criniera di peli più lunghi. Il muso è conico, con due grosse masse ghiandolari sui lati dietro le narici ed altre due ben sviluppate sopra gli occhi. Le orecchie sono enormi, ovali e unite sulla fronte da una sottile membrana cutanea. Il trago è lungo circa la metà del padiglione auricolare, affusolato e con l'estremità smussata. Le membrane alari sono marroni, marroni scure e semi-trasparenti. Le dita dei piedi sono scure e ricoperte di peli scuri. La coda è lunga ed inclusa completamente nell'ampio uropatagio.

## Biologia

### Comportamento
Si rifugia nelle cavità degli alberi. Le femmine formano vivai durante il periodo delle nascite e dell'allattamento.

### Alimentazione
Si nutre di insetti di piccole e medie dimensioni come zanzare e farfalle catturati in volo e talvolta al suolo..

### Riproduzione
Danno alla luce un piccolo alla volta nel mese di giugno.

## Distribuzione e habitat
Questa specie è diffusa dal Territorio dell'Altaj, nella Siberia centro-meridionale e dal Kazakistan nord-orientale, attraverso la Cina settentrionale e la Mongolia settentrionale ed orientale fino all'estrema parte sud-orientale della Siberia, alla Penisola coreana e all'isola di Sachalin.
Vive nelle steppe, nella taiga, foreste montane e temperate. Occasionalmente è presente anche in insediamenti umani.

## Conservazione
La IUCN Red List, considerato il vasto areale, la relativa adattabilità e la mancanza di minacce rilevanti, classifica P.ognevi come specie a rischio minimo (Least Concern)).